# Mantlach (Painten)
Der Weiler Mantlach ist ein Ortsteil des im niederbayerischen Landkreis Kelheim gelegenen Marktes Painten.

## Geografie
Mantlach befindet sich knapp zwei Kilometer nördlich von Painten und liegt auf einer Höhe von etwa 515 m ü. NHN im östlichen Bereich der südlichen Frankenalb. Der Ort liegt im südöstlichen Bereich des historischen Gebietes Tangrintel, einer überwiegend bewaldeten Hochebene, die zwischen den Flussläufen der Altmühl und der Schwarzen Laber liegt.

## Geschichte
Durch die zu Beginn des 19. Jahrhunderts im Königreich Bayern durchgeführten Verwaltungsreformen wurde der Ort zu einem Bestandteil der eigenständigen Landgemeinde Klingen, zu der auch noch elf weitere Ortsteile gehörten. Zu Beginn der 1960er Jahre zählte Mantlach 25 Einwohner. Im Zuge der in den 1970er-Jahren durchgeführten kommunalen Gebietsreform in Bayern wurde Mantlach zusammen mit dem Dorf Netzstall und dem Weiler Berg im Jahr 1972 nach Painten umgemeindet. Dies erfolgte noch vor der Auflösung der Gemeinde Klingen, die erst 1978 in die Stadt Hemau eingemeindet wurde.

## Verkehr
Die Anbindung an das öffentliche Straßennetz wird durch eine den Ort durchquerende Gemeindestraße hergestellt. Diese verbindet Mantlach über den westlichen Nachbarort Berg mit der gut einen Kilometer entfernten St 2233 sowie über den östlichen Nachbarort Netzstall mit der etwa eineinhalb Kilometer entfernten Kreisstraße KEH 16.